# Станок (зброя)

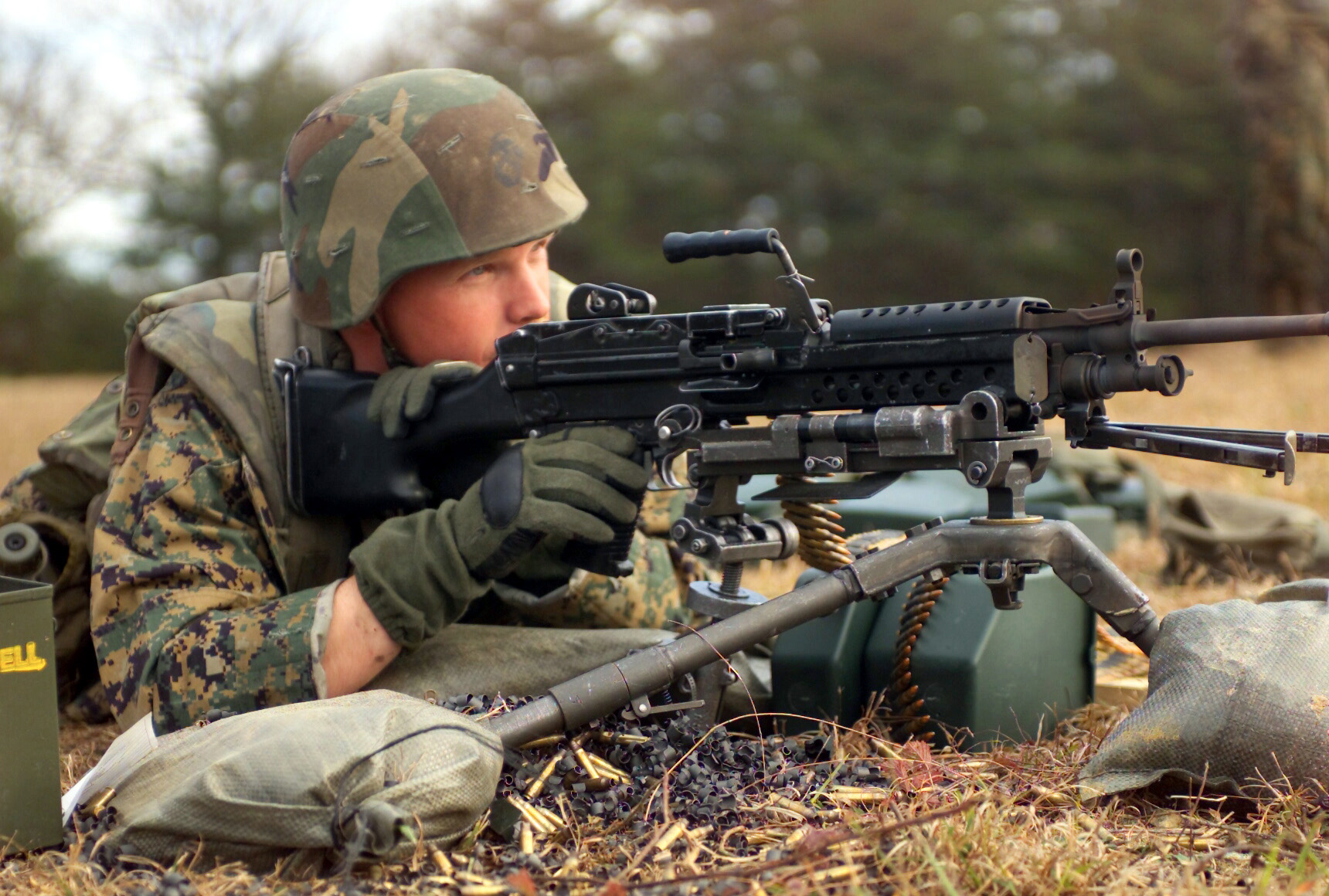
Кулемет М249 на станку-тринозі M122.

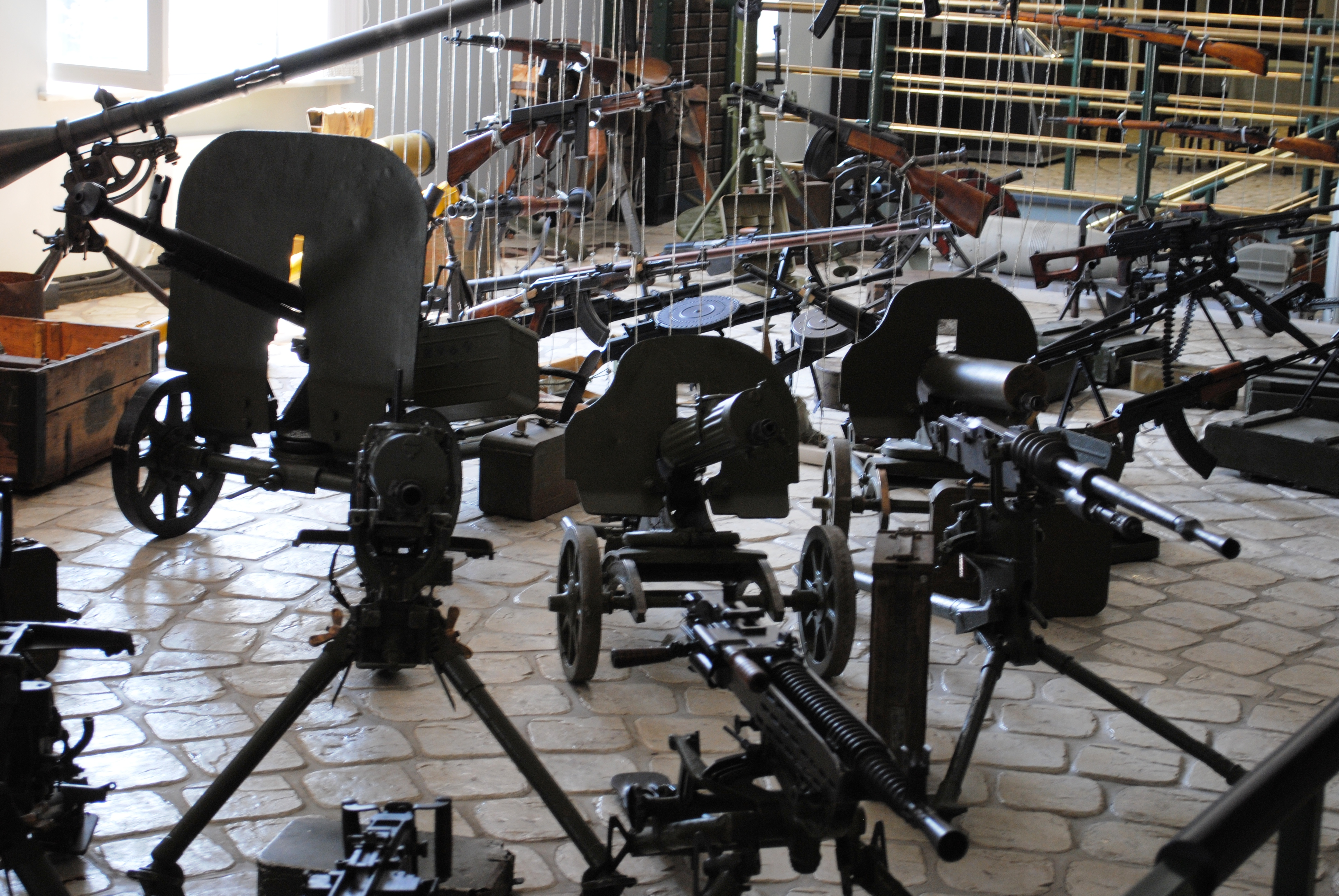
Кулемети на станках

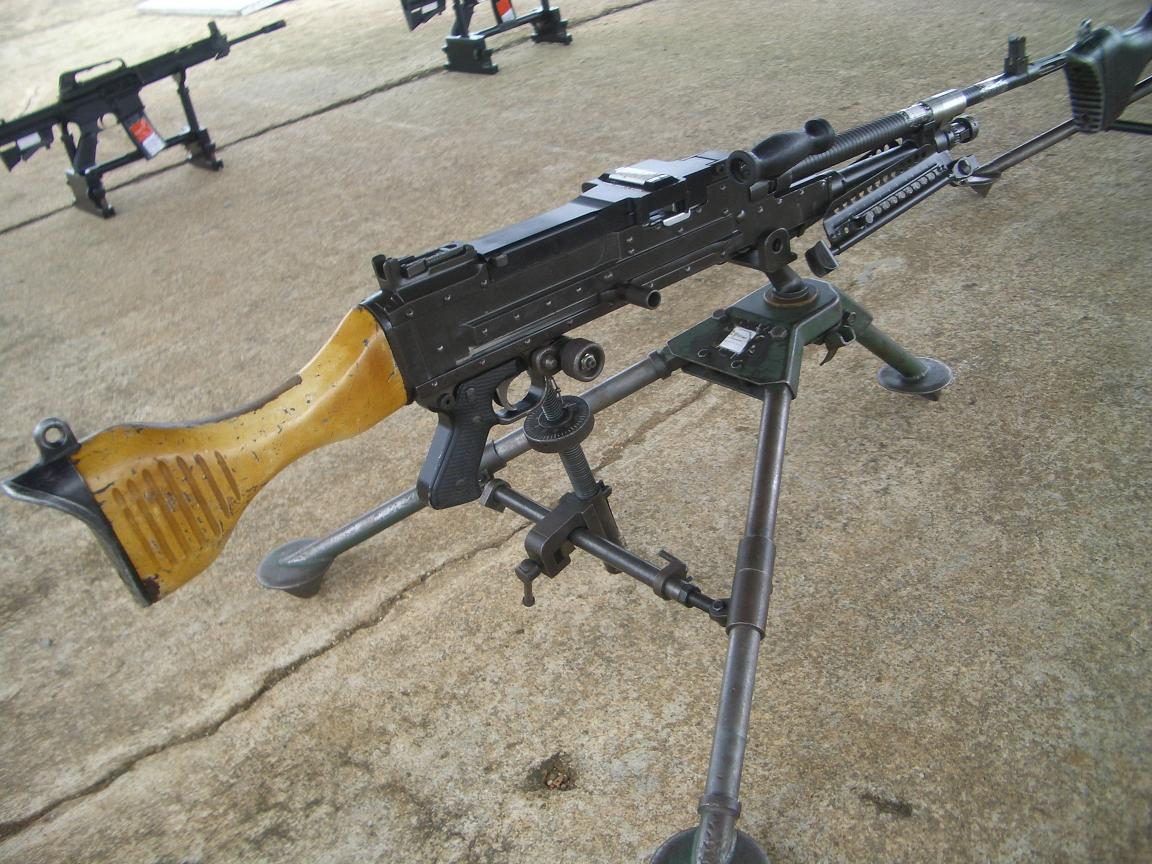
FN MAG

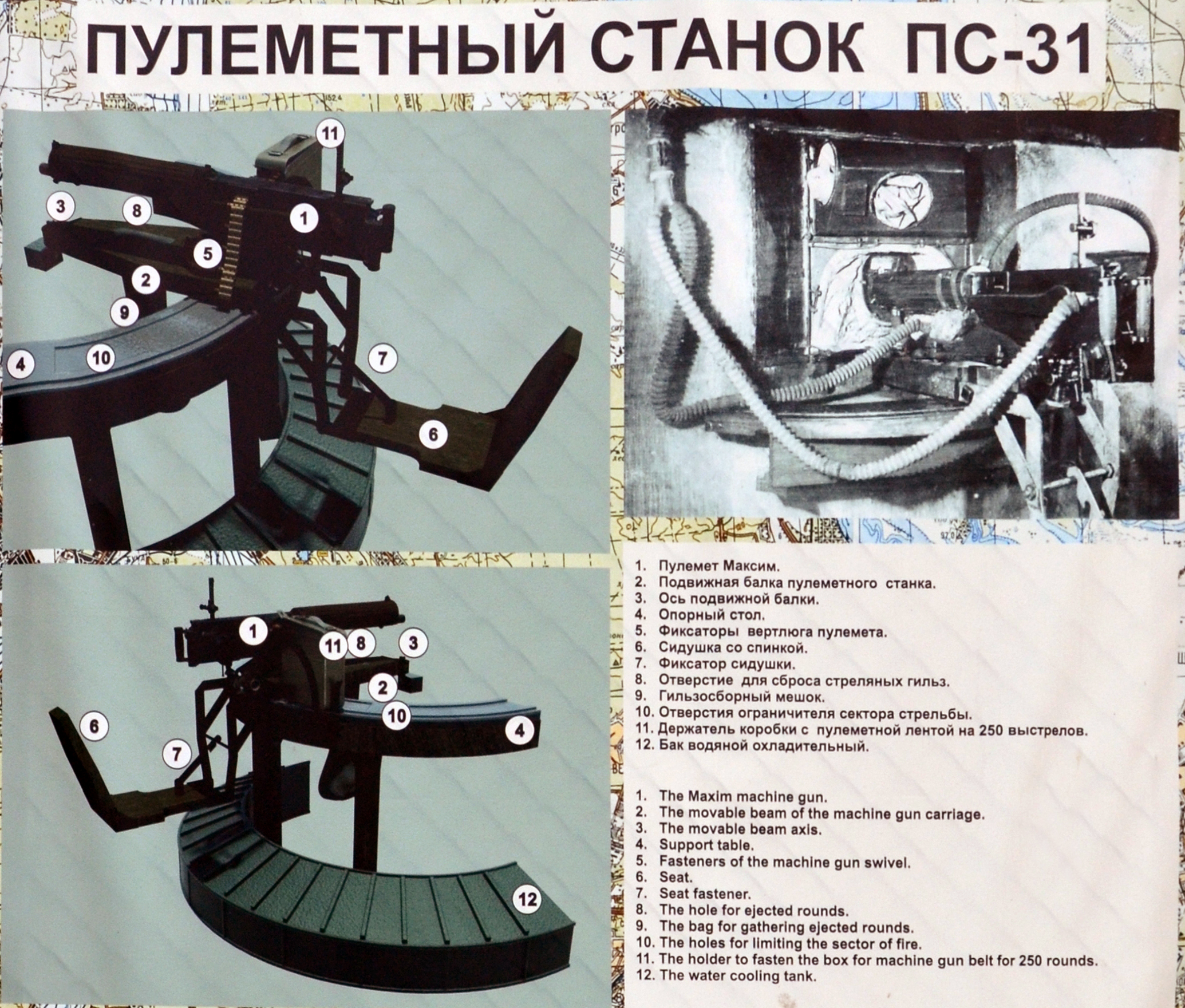
Казематний станок є ускладненим варіантом вертлюжного. Вісь обертання винесена далеко вперед від вертлюга. У станок включені елементи системи охолодження кулемета.

Збройовий станок — опора, призначена для закріплення стрілецької й артилерійської зброї. Встановлюється на непідготований майданчик, не має механізмів для подачі набоїв, прицільних пристроїв і забезпечує можливість переміщення зброї при її наведенні та фіксації в наведеному положенні. Гарматний станок зазвичай називається лафет.

## Види станків
Станки бувають 2-х видів: нерухомі і рухомі.
- Сошки чи станок-двонога — використовується в ручних кулеметах, протитанкових рушницях
- Триножний станок чи «станок-тринога» — в основному використовується в автоматичних гранатометах, станкових гранатометах, великокаліберних кулеметах, ПТРК;
- Вертлюг — використовувався для вертлюжних гармат, зараз використовується для кулеметів
- Колісний станок  — має колеса для полегшення транспортування. Використовувався з кулеметами і гранатометами першої половини XX століття.

## Станок гармати
У гармат станком називається кожен з двох вузлів лафета — верхній і нижній станки.
- Верхній станок — частина, призначена для опори змонтованих на ньому елементів хитної частини гармати (люльки, ствола з противідкотними пристроями), а також підіймального і зрівноважувального механізмів, бойового щита гармати.
- Нижній станок — нижня нерухома частина гармати, призначена для опори обертової частини (верхнього станка з люлькою, стволом, бойовим щитом і противідкотними пристроями). Містить лобову коробку з колісною віссю і станини. Останні в бойовому положенні розводяться, опираються сошниками в ґрунт і забезпечують стійкість і нерухомість гармати під час пострілу.

Верхній і нижній станки разом називаються бойовим станком — під час пострілу вони служать опорою ствола.